# Episiphon pichoni
Episiphon pichoni är en blötdjursart som beskrevs av Lamprell och Healy 1998. Episiphon pichoni ingår i släktet Episiphon och familjen Gadilinidae. Inga underarter finns listade i Catalogue of Life.